# Reprezentacja Monako w koszykówce kobiet
Reprezentacja Monako w koszykówce kobiet - drużyna, która reprezentuje Monako w koszykówce kobiet. Za jej funkcjonowanie odpowiedzialny jest Monakijski Związek Koszykówki.